# Apopestes coreana
Apopestes coreana är en fjärilsart som beskrevs av Herz. Apopestes coreana ingår i släktet Apopestes och familjen nattflyn. Inga underarter finns listade i Catalogue of Life.